# ایمی آربس
ایمی آربس (انگلیسی: Amy Arbus؛ زادهٔ ۱۶ آوریل ۱۹۵۴) عکاس اهل ایالات متحده آمریکا است. او عکاسی پرتره را در مرکز بین‌المللی عکاسی، اندرسون رنچ، عکاسی ان‌اوآر‌دی و مرکز کار هنرهای زیبا تدریس می‌کند. او چندین کتاب عکاسی منتشر کرده است، از جمله دیوار چهارم که نیویورکر او را «شاهکار» نامید. آثار او در بیش از ۱۰۰ نشریه از جمله نیویورکر، ونتی فر، رولینگ استون، آرتیچکترل دایجست و مجله نیویورک تایمز منتشر شده است. او دختر آلن آربس بازیگر و دیان آربس عکاس، خواهر نویسنده و روزنامه‌نگار دون آربس و خواهرزاده شاعر برجسته هاورد نمروف است.

## زندگی‌نامه
از سال ۱۹۸۰ تا ۱۹۹۰، آربس یک ستون ماهانه مد استایل استریت در هفته‌نامهٔ خبری-فرهنگی با عنوان "آن د استریت" داشت. این عکس‌ها به بررسی عملکرد او و روش‌هایی می‌پردازند که مردم از مد به عنوان بیان خلاقیت استفاده می‌کردند. ستون او اغلب پرتره‌هایی از افراد مشهور را شامل می‌شد، از جمله مدونا، طراح مد آنا سویی، آندره واکر و کلش.
در سال ۲۰۰۶، کتاب‌های «آن د استریت» که مورد استقبال قرار گرفته بود، منتشر شد. آنها مجموعه‌ای از بیش از ۷۰ مورد از تأثیرگذارترین تصاویر مربوط به زمان آربس در ویلچ ویس منتشر شده بود را شامل می‌شد.

### آثار اخیر
در یک سخنرانی در موزه همر یو‌سی‌ال‌ای، آربس عدم تمایل خود را برای عکاس شدن و سال‌های تحصیل در کالج موسیقی برکلی و معاشرت با گروه راک د کارز (که در آن زمان هنوز ناشناخته بود)، قبل از تحصیل در موزه هنرهای زیبا، بوستون، توصیف کرد.

## مجموعه‌ها
آثار او در مجموعه‌های عمومی زیر نگهداری می‌شود:
- کتابخانه عمومی نیویورک[۹]
- موزه هنر مدرن، نیویورک[۱۰]